# شهرداری تساله مرجه
شهرداری تساله مرجه (به عربی: بلدية تسالة المرجة) یک شهرداری در الجزایر است که در Birtouta District واقع شده‌است. شهرداری تساله مرجه ۱۰٬۷۹۲ نفر جمعیت دارد.